# Wereldkampioenschappen zwemmen 2017 – 4×100 meter vrije slag vrouwen
De 4×100 meter vrije slag voor vrouwen op de wereldkampioenschappen zwemmen 2017 in Boedapest vond plaats op 23 juli 2017. Na afloop van de series kwalificeerden de acht snelste ploegen zich voor de finale.

## Records
Voorafgaand aan het toernooi waren dit het wereldrecord en het kampioenschapsrecord
| Wereldrecord         | Australië Emma McKeon Brittany Elmslie Bronte Campbell Cate Campbell | 3.30,65 | Rio de Janeiro | 6 augustus 2016 |
| Kampioenschapsrecord | Australië Emily Seebohm Emma McKeon Bronte Campbell Cate Campbell    | 3.31,48 | Rome           | 2 augustus 2015 |

## Uitslagen

### Series
| Rang | Serie | Baan | Land             | Namen                                                                                                 | Tijd    | Bijz. |
| ---- | ----- | ---- | ---------------- | --- | ------- | ----- |
| 1    | 1     | 4    | Verenigde Staten | Lia Neal (53.94) Kelsi Worrell (53.27) Olivia Smoliga (53.67) Mallory Comerford (52.47)               | 3:33.35 | Q     |
| 2    | 1     | 5    | Nederland        | Maud van der Meer (54.72) Femke Heemskerk (52.72) Kim Busch (54.79) Ranomi Kromowidjojo (52.03)       | 3:34.26 | Q     |
| 3    | 2     | 4    | Australië        | Emily Seebohm (54.32) Madison Wilson (53.94) Brittany Elmslie (53.61) Shayna Jack (53.31)             | 3:35.18 | Q     |
| 4    | 1     | 1    | Zweden           | Michelle Coleman (53.21) Sarah Sjöström (52.19) Nathalie Lindborg (55.90) Louise Hansson (54.20)      | 3:35.50 | Q     |
| 5    | 2     | 5    | Canada           | Sandrine Mainville (53.87) Michelle Toro (54.50) Rebecca Smith (53.93) Kayla Sanchez (53.54)          | 3:35.84 | Q     |
| 6    | 2     | 6    | China            | Zhu Menghui (54.06) Ai Yanhan (54.71) Wu Yue (54.46) Zhang Yufei (53.79)                              | 3:37.02 | Q     |
| 7    | 1     | 3    | Japan            | Rikako Ikee (54.09) Tomomi Aoki (54.34) Yui Yamane (54.59) Chihiro Igarashi (54.44)                   | 3:37.46 | Q     |
| 8    | 1     | 6    | Denemarken       | Signe Bro (54.85) Sarah Bro (55.60) Emilie Beckmann (55.55) Pernille Blume (52.29)                    | 3:38.29 | Q     |
| 9    | 2     | 2    | Hongarije        | Flóra Molnár (54.93) Fanni Gyurinovics (55.16) Evelyn Verrasztó (54.73) Zsuzsanna Jakabos (54.08)     | 3:38.90 |       |
| 10   | 2     | 3    | Italië           | Silvia Di Pietro (54.80) Erika Ferraioli (54.91) Giorgia Biondani (55.47) Federica Pellegrini (53.90) | 3:39.08 |       |
| 11   | 2     | 1    | Israël           | Andrea Murez (54.79) Zohar Shikler (56.75) Keren Siebner (56.03) Amit Ivry (56.78)                    | 3:44.35 |       |
| 12   | 1     | 2    | Hongkong         | Siobhan Haughey (53.99) Claudia Lau (56.26) Ho Nam Wai (57.48) Sze Hang Yu (56.66)                    | 3:44.39 |       |
| 13   | 2     | 7    | Zuid-Afrika      | Erin Gallagher (55.94) Kate Beavon (59.98) Samantha Randle (1:00.68) Kaylene Corbett (1:01.23)        | 3:57.83 |       |
| 14   | 1     | 7    | Slowakije        | DNS                                                                                                   | DNS     | DNS   |

### Finale
| Rang   | Baan | Namen                                                                                                 | Land             | Tijd    | Bijz. |
| ------ | ---- | --- | ---------------- | ------- | ----- |
| Goud   | 4    | Mallory Comerford (52.59) Kelsi Worrell (53.16) Katie Ledecky (53.83) Simone Manuel (52.14)           | Verenigde Staten | 3.31,72 |       |
| Zilver | 3    | Shayna Jack (53.75) Bronte Campbell (52.14) Brittany Elmslie (53.83) Emma McKeon (52.29)              | Australië        | 3.32,01 |       |
| Brons  | 5    | Kim Busch (54.05) Femke Heemskerk (52.84) Maud van der Meer (53.77) Ranomi Kromowidjojo (51.98)       | Nederland        | 3.32,64 |       |
| 4      | 2    | Sandrine Mainville (53.77) Chantal Van Landeghem (52.97) Kayla Sanchez (54.16) Penny Oleksiak (52.98) | Canada           | 3.33,88 |       |
| 5      | 6    | Sarah Sjöström (51.71) WR Michelle Coleman (52.68) Ida Lindborg (55.59) Louise Hansson (53.96)        | Zweden           | 3.33,94 |       |
| 6      | 7    | Zhu Menghui (53.79) Zhang Yufei (54.31) Wu Yue (54.96) Ai Yanhan (53.43)                              | China            | 3.36,49 |       |
| 7      | 1    | Rikako Ikee (54.59) Tomomi Aoki (54.45) Yui Yamane (54.62) Chihiro Igarashi (54.58)                   | Japan            | 3.38,24 |       |
| 8      | 8    | Signe Bro (54.72) Sarah Bro (56.60) Emilie Beckmann (54.84) Pernille Blume (52.70)                    | Denemarken       | 3.38,86 |       |